# 达布米诺
达布米诺（也译作达白那醇）是一种有机化合物，分子式C17H26N4O2，带有三甲基吡唑基团，可用作β受体阻滞剂。